# Subordinacionismo

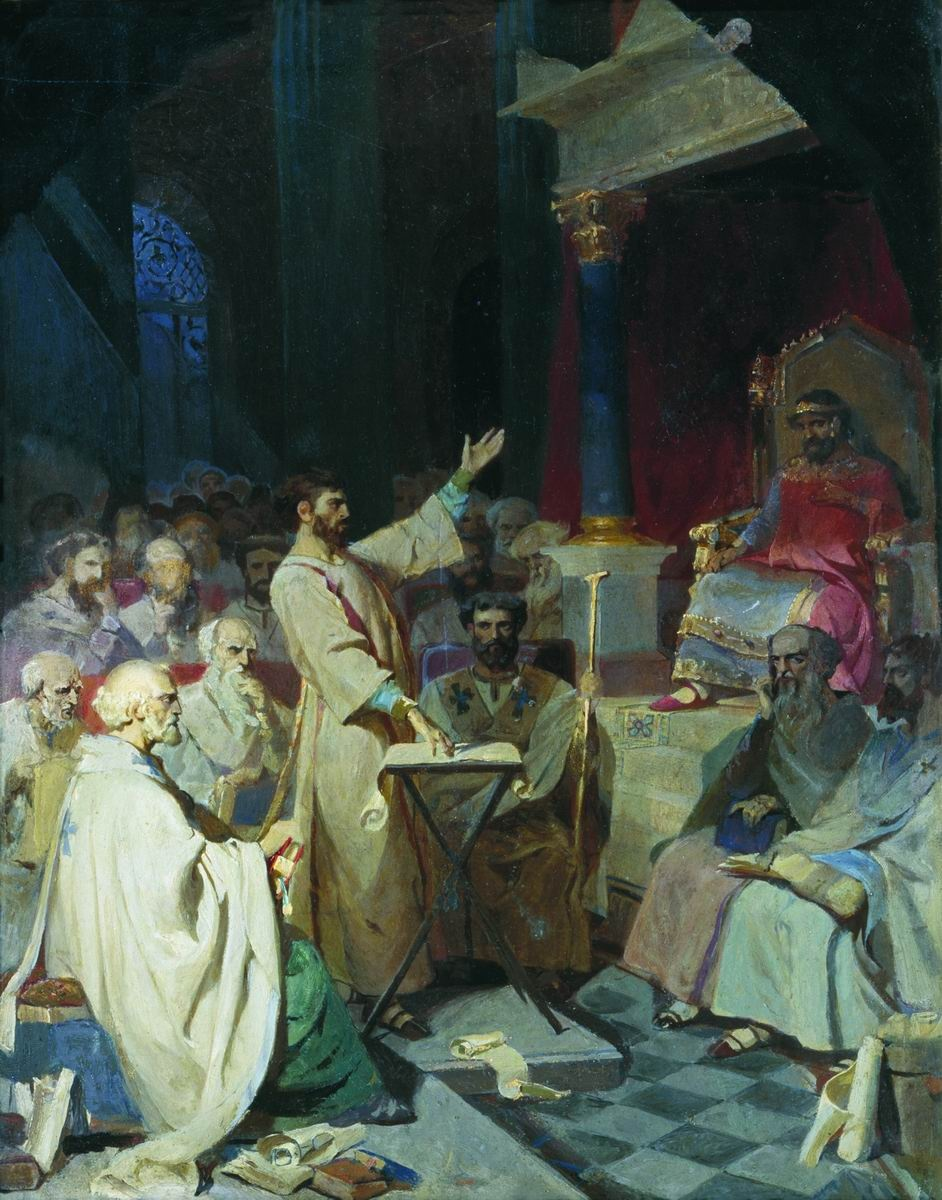
O Concílio de Niceia com Atanásio de Alexandria, defensor dos ensinamentos de Orígenes, retratado de pé nesta pintura a óleo de Vasily Surikov (1876).

O subordinacionismo era a crença cristã primitiva de que Jesus Cristo era subordinado a Deus, o Pai em essência (igualdade ontológica) ou função. Esta ideia não é aceita hoje pelas igrejas ortodoxas, pois ela contraria a doutrina da Trindade. 

## História da doutrina

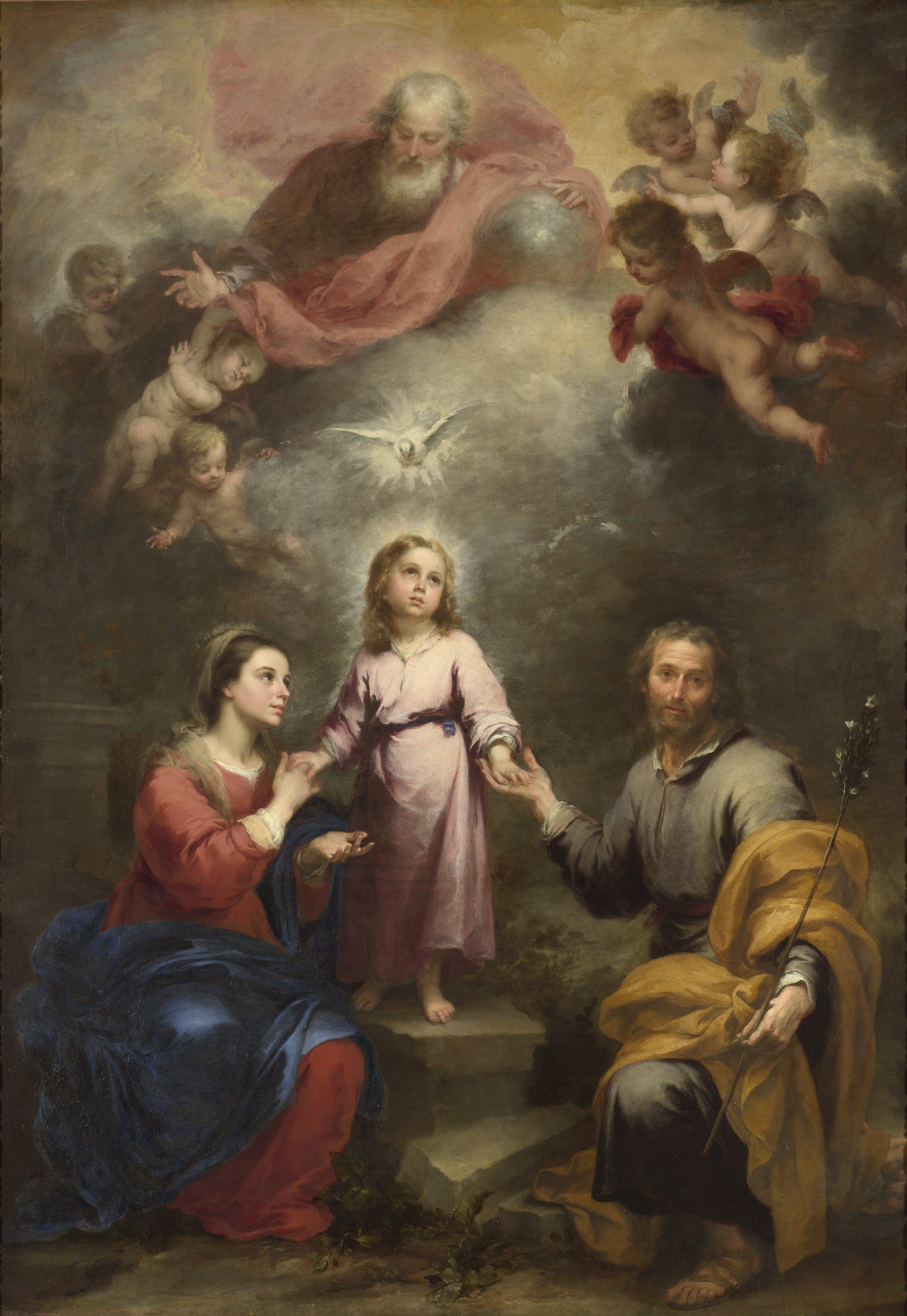
As Duas Trindades, Celestial e Terrestre, unidas pela encarnação do Filho (por Bartolomé Esteban Murillo, c. 1677)

Esta doutrina desenvolveu-se entre os séculos II e III, para desaparecer gradualmente após o Concílio de Niceia de 325. Entre aqueles que de alguma forma o professaram ou nele incorreram, devemos recordar:
- os Docetistas, convencidos de que Cristo não tinha um corpo material;
- o Monárquico modal, que sustentava que o Filho era uma forma pela qual o Pai se manifesta;
- os Adopcionismo, que pensavam que Jesus era um homem normal, adoptado por Deus na altura do seu baptismo;
- Orígenes Adamâncio, que acreditava que o Filho era um atributo do pensamento do Pai;
- Santo Hipólito de Roma, convicto de que Jesus tinha sido criado por Deus e que a sua essência humana estava subordinada à divina;
- os Arianos, que pensavam que o Filho não era consubstancial com o Pai, e que não tinha sido gerado, mas criado.

A doutrina opunha-se à afirmação da consubstancialidade das três Pessoas da Trindade e ressurgiu por vezes na história do cristianismo entre os movimentos heréticos medievais que pregavam o antitrinitarismo.

## A subordinação de Cristo ao Pai no novo testamento
Os adeptos do subordinacionismo apontam que existem vários versículos no Novo Testamento que dão a ideia de subordinação de Cristo ao Pai e de superioridade do Pai (I Coríntios 11:3; I Coríntios 15:24–28, João 14:28)

## O ensino da subordinação dos Pais da Igreja
Na verdade de um modo ou de outro, muitos dos teólogos da primitiva igreja ensinavam que o filho era subordinado ao Pai. Apologistas (os pais da igreja) como Justino, Ireneu, Clemente de Alexandria e outros, consideravam Jesus como servo subordinado a Deus, o Pai.
A ideia  de Jesus ser subordinado a Deus se encontra também na Didaquê, que é uma primitiva catequese cristã. Nela Jesus é chamado de servo do Pai, porém o texto não deixa explícito o sentido ou tipo de subordinação ao ele se refere.
Um dos primeiros expoentes a combater explicitamente o subodinacionismo foi Orígenes de Alexandria.
Durante a controvérsia ariana, os semi-arianos e algums ortodoxos (como Eusébio de Cesareia) defenderam o subordinacionismo. Foi somente no Primeiro Concílio de Niceia (325 d.C.) que a doutrina da subordinação de Cristo ao Pai, que era defendida por Ário, foi rejeitada pela Igreja em favor da ideia da igualdade entre o Pai e o filho.
Depois dos concílios de Niceia, Constantinopla e Calcedônia tornou-se padrão no cristianismo a posição atanasiana de coeternidade das pessoas divinas. Tal postura iria ser mais tarde desafiada por socinianos e unitários.
Hoje as ideias subordinacionalistas são encontradas em grupos considerados heréticos e não cristãos como as Testemunhas de Jeová, cristadelfianos, pelos unitários bíblicos e Novo Calvinistas.

## Ressurgência no Novo Calvinismo
No movimento chamado de Novo Calvinismo surgido a partir dos anos 1960 em países de língua inglesa emergiu uma doutrina que vê Jesus Cristo como eternamente subordinado funcionalmente a Deus Pai.  Essa doutrina, em inglês Eternal Subordination of the Son, correponde a uma visão complentarista de relações de gêneros na família nuclear, na qual o marido é a cabeça da casa. . Antes confinada a círculos teológicos, a doutrina ganhou visibilidade com a publicação de um livro de John Piper e Wayne Grudem em 2006 acerca das relações familiares. 